# Зорій Юлія Ярославівна
Ю́лія Яросла́вівна Зорі́й (* 3 червня 1986) — українська телеведуча. Ведуча ранкової інформаційно-розважальної програми Ранок у Великому Місті на телеканалі ICTV.

## Життєпис
Народилась 3 червня 1986 року у сім'ї військового, родині часто доводилося переїжджати. Мати — товарознавиця. Юлія має молодшу сестру Тамару.
Коли Юлії було 12, сім'я оселилась у Чернівцях. Відвідувала театральний гурток при міському Будинку культури. Їздила на конкурси читців та декламаторів, займала призові місця.
2002 року вступила на факультеті історії, політології та міжнародних відносин до Чернівецького національного університету ім. Ю.Федьковича. Закінчила навчання у 2007 році.
Здобуваючи політологічну освіту, мріяла стати телеведучою і акторкою.
Влітку 2004 року поїхала в Київ, вступати до Київського національного університету театру, кіно і телебачення імені І. К. Карпенка-Карого. Успішно пройшла всі вступні іспити, але вирішила не розпочинати навчання, не завершивши навчання у Чернівецькому університеті. 2011 там же отримала диплом за спеціальністю «Практична психологія».

## Кар'єра
Кар'єру на телебаченні розпочала після проходження студентської практики на радіо і ТБ у Чернівцях. 2004 року стала дикторкою прямого ефіру і редакторкою новин на радіо «Блиск FM», а згодом вела авторську програму на телеканалі ТРК «Чернівці» — інтерв'ю з відомими чернівчанами.
Восени 2011 року Зорій переїхала до Києва і розпочала роботу на ранкових шоу. Спершу вела прогноз погоди і тематичну рубрику на ТРК «Україна», а згодом ранкові ефіри на телеканалі «Ера».
З 14 жовтня 2013 року разом з Павлом Рольником стала ведучою ранкової програми «Доброго ранку, Україно!» в ефірі телеканалу «Ера».
З 2014 року до сьогодні — ведуча ранкової інформаційно-розважальної програми Ранок у великому місті на телеканалі ICTV разом з Павлом Казаріним та Антоном Равицьким.
У 2018 році грала у антрепризі «Божевільний день» («Сумасшедший день») разом з зірками київської та одеської сцен. Гастролювали з виставою всеукраїнським туром.

## Громадська діяльність
З перших днів повномасштабного вторгнення Росії в Україну 2022 року працювала на гарячій лінії психологічної підтримки.

## Особисте життя
25 липня 2020 року одружилася з віцепрем'єр-міністром України — міністром з питань реінтеграції тимчасово окупованих територій, майбутнім міністром оборони України Олексієм Резніковим.
У 2025 році на війні загинув її молодший брат